# Simone Missick

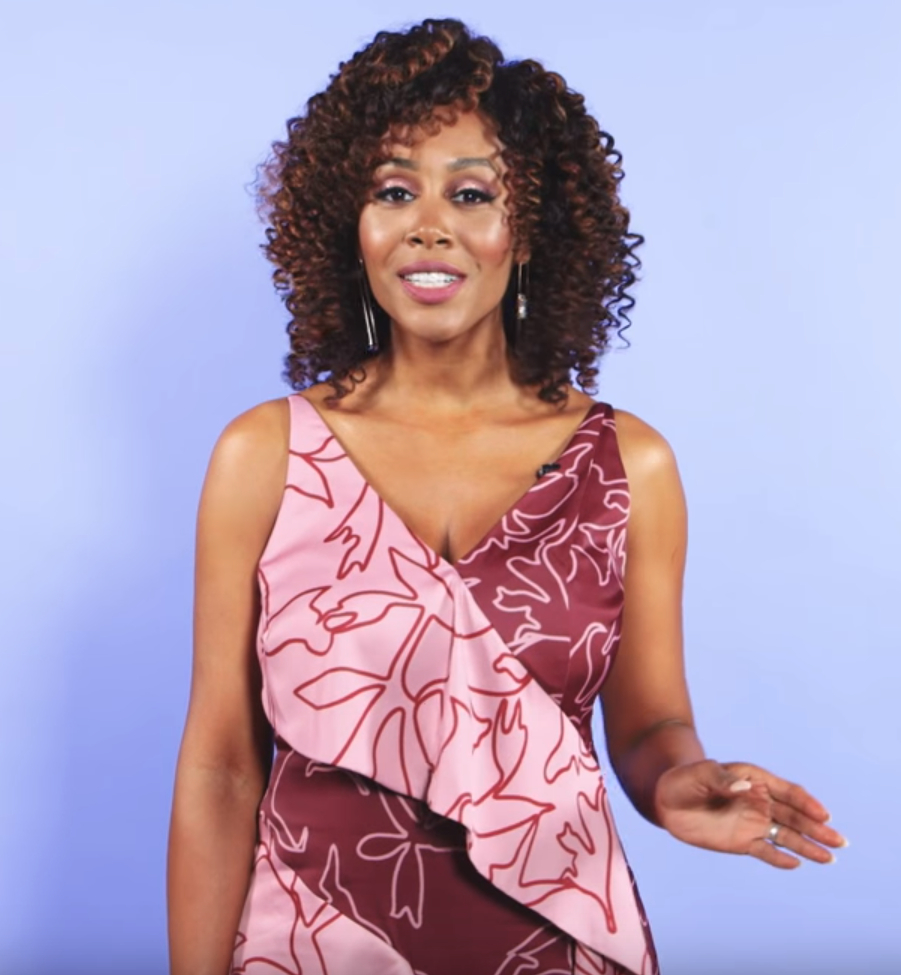
Simone Missick (2018)

Simone Missick (* 19. Januar 1982 in Detroit, Michigan als Simone Cook) ist eine US-amerikanische Schauspielerin.

## Leben und Karriere
Simone Missick besuchte bis 1999 die Renaissance High School und studierte anschließend an der Howard University, die sie 2003 abschloss, bevor sie nach Los Angeles zog.
Ebenfalls seit 2003 ist sie als Schauspielerin aktiv. Sie war zunächst in einer kleinen Rolle im Film The Epicureans zu sehen. Es folgten einige Auftritte in Kurzfilmen, bevor sie auch in Serien wie Ray Donovan, Scandal und Wayward Pines zu sehen war.
Ab 2016 spielte sie als Misty Knight eine der Hauptrollen in der Netflix-Serie Marvel’s Luke Cage. Diese Rolle übernahm sie auch in anderen Serien des Marvel Cinematic Universe, so in Marvel’s The Defenders und in der zweiten Staffel von Marvel’s Iron Fist. Seit 2019 spielt sie die Hauptrolle der Lola Carmichael in der Serie All Rise – Die Richterin. 2020 übernahm sie zudem eine zentrale Rolle in der zweiten Staffel der Serie Altered Carbon – Das Unsterblichkeitsprogramm.
Seit 2012 ist sie mit dem Schauspieler Dorian Missick verheiratet und trägt seitdem seinen Nachnamen.

## Filmografie (Auswahl)
- 2003: The Epicureans
- 2008: The Road of Sundance
- 2009: K-Town
- 2011: Bucket & Skinner (Fernsehserie, Episode 1x10)
- 2012: A Taste of Romance (Fernsehfilm)
- 2013: Douglas U
- 2014: Ray Donovan (Fernsehserie, Episode 2x01)
- 2014: Everything I Did Wrong in My 20s (Fernsehserie, Episode 1x06)
- 2015: Scandal (Fernsehserie, Episode 5x01)
- 2016: Wayward Pines (Fernsehserie, 2 Episoden)
- 2016–2018: Marvel’s Luke Cage (Fernsehserie, 26 Episoden)
- 2017: American Koko (Fernsehserie, 4 Episoden)
- 2017: Marvel’s The Defenders (Fernsehserie, 4 Episoden)
- 2018: Marvel’s Iron Fist (Fernsehserie, 7 Episoden)
- 2018–2019: Tell Me a Story (Fernsehserie, 2 Episoden)
- 2019: #Truth
- 2019: Relics and Rarities (Fernsehserie, Episode 1x06)
- 2019–2023: All Rise – Die Richterin (All Rise, Fernsehserie, 58 Episoden)
- 2020: Altered Carbon – Das Unsterblichkeitsprogramm (Altered Carbon, Fernsehserie, 8 Episoden)